# 上哈格
上哈格是奥地利施蒂利亚州莱布尼茨县的一个市镇。总面积35.89平方公里，总人口2361人，人口密度65.8人/平方公里（2005年）。